# Isaac de Ravenne
Originaire de l’Arménie perse, Isaac de Ravenne, un personnage de la politique byzantine peu connu par les sources, fut exarque et patrice de Ravenne de 625/626 à 642/643. Ce « gouverneur » fut fidèle à l’empereur et à son héritage grec. À ce titre, il s’est opposé avec fermeté à l’Église romaine, qui défiait son autorité et celle de l’empereur byzantin.

## Parcours militaire
Avant 625/626, Isaac, selon toute vraisemblance, se serait illustré par de nombreux exploits alors qu’il commandait les armées byzantines, à la fois à l’est et à l’ouest de l’Empire. Avant de devenir « exarque d’Italie », il occupait le poste d’officier supérieur dans l’armée de l’est mais la fonction exacte qu’il occupait alors demeure un mystère. L’hypothèse la plus probante est qu’il fut soit un magister utriusque militiae ou le subalterne d’un commandant (ex. un duc). Au cours de l’une de ses campagnes dans l’Ouest, le soutien des dirigeants de l’Arménie perse — sa terre natale — avec qui il avait entretenu des alliances lui fut d’une grande utilité pour mener ses expéditions à terme. Ces dirigeants alliés considéraient comme un très grand honneur de pouvoir soutenir Isaac dans ses guerres. Par conséquent, alors qu’Isaac débutait en tant qu’exarque, il possédait déjà de puissants alliés, ce qui devait lui garantir probablement une place très enviable à la cour impériale. Malheureusement, l’historiographie demeure encore silencieuse à ce sujet. Néanmoins, au moment de sa nomination en tant qu’exarque, il bénéficiait non seulement d’une longue expérience militaire, mais aussi — et si ce n’est pas le cas à ce moment précis, ce le fut peu de temps après — de l’appui d’alliés puissants à l’extérieur de l’Italie byzantine.

## L'exarchat de Ravenne auVIIesiècle

### Frontières et territoires
L’exarchat de Ravenne a vu le jour à la suite d’une restructuration administrative et provinciale de l’Italie (fin VIe siècle), dont l’objectif était de préserver l’empire des menaces extérieures : une priorité pour l’empire, pour l’ensemble de ses dirigeants (directement ou indirectement) depuis le règne de Constantin (IVe siècle) jusqu’à la fin du VIIe siècle. Même si cette mission fut perpétuée par ses dirigeants, les frontières de l’exarchat de Ravenne se réduisirent progressivement au fil des siècles. Avec la diminution de l’exarchat, la sphère d’influence de l’exarque en Italie ne pouvait que diminuer. Alors qu’Isaac était exarque (625/626-642/643), l’Italie byzantine était méconnaissable : en comparaison de l’exarchat de Ravenne (567) de l’époque justinienne, celui du VIIe siècle avait perdu plus de la moitié de son territoire.

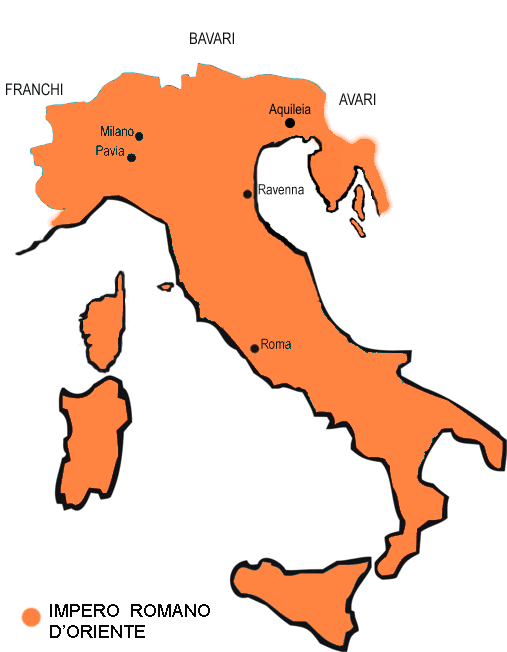
L’Italie byzantine édifiée en exarchat sous Justinien (567).

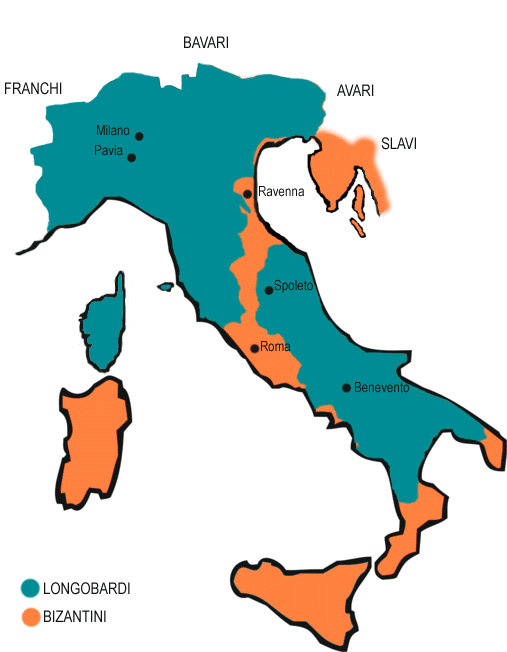
L’exarchat de Ravenne après la défaite d’Isaac. (À partir milieu VIIe siècle)

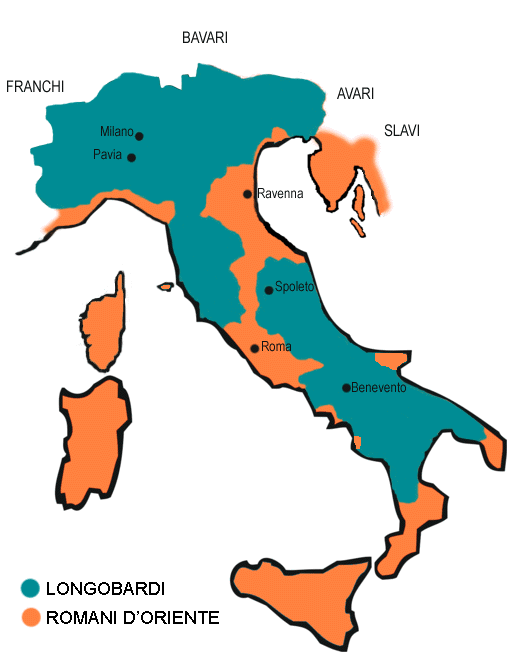
L’Italie byzantine après la conquête lombarde (début VIIe siècle).

Les deux dernières cartes montrent non seulement que les Lombards se sont emparés de la Ligurie mais également qu’aucune expansion territoriale ne fut réalisée par l’exarque Isaac, qui avait maintenu les frontières presque à l’identique. Avec la conquête de la Ligurie (642), le roi lombard Rothari fut en mesure d’annexer les villes italiennes de Gênes et de Savone, ainsi que des emplacements sur le littoral. Isaac devait alors faire face à la puissance grandissante du pouvoir lombard, qui grugeait de plus en plus de territoires de l’Italie byzantine. La Ligurie étant propriété de l’exarchat de Ravenne, il est indéniable qu’un affrontement militaire ou politique a eu lieu entre Isaac – alors exarque de Ravenne – et Rothari. Cependant, aucun élément dans l’historiographie ne mentionne la présence d’Isaac lors de la tentative d’invasion de Ravenne par Rothari en 643, aucun document n’atteste qu’il soit mort lors de ces évènements.

### Dirigeants et administration de l’Italie byzantine
Au VIIe siècle, en dépit de la loi de Justinien, le choix des gouverneurs provinciaux d’Italie – parmi lesquels figurait l’exarque de Ravenne – était non pas déterminé par la population de leur localité, mais par l’empereur, qui ne respectait pas l’usage restrictif défini par la seule confirmation de ce choix. L’exarque était choisi parmi les membres les plus éminents de la Cour de l’empereur. En théorie, l’exarque avait le statut de « gouverneur » sur son exarchat, mais en pratique ce n’était pas toujours le cas, notamment pour l’exarque de Ravenne. Dans l’Italie byzantine, l’exarque de Ravenne, un « gouverneur » sous l’autorité symbolique du gouverneur général, exerçait une emprise bien singulière sur la province. Selon l’historien français Charles Diehl (1859-1944), il s’agit d’une évidence. Dans la correspondance de Grégoire le Grand (540-590), il est fait état d’une liste des fonctionnaires de Ravenne, fonctionnaires qui exerçaient des fonctions administratives peu significatives dans la région : « il ne s’en trouve aucun qui semble chargé d’administrer spécialement la région environnante. Il faut donc croire que l’exarque s’en était réservé le gouvernement direct; c’est à ce fait que la province dut son nom d’exarchat ». Dès la fin du VIe siècle, l’exarque de Ravenne exerçait sur l’Italie une autorité aussi officieuse que prédominante, une situation qui a perduré, comme nous le verrons ensuite, tout au long du VIIe siècle.

## L'exarque Isaac: influence et pouvoir politique dans l'Italie byzantine

### Insécurités sociales et menaces d’invasions étrangères
Au début du VIIe siècle, l’insécurité sociale s’était graduellement étendue à toute l’Italie, et cela malgré la trêve définie avec les Lombards. Au cours de l’archiépiscopat de Bonus (633-641), à Ravenne, de nombreux troubles causés par des peuples « barbares » sont attestés dans l’historiographie. Cette situation perdurait encore en 649 – l’année où Maurus prend la succession de Bonus au rang d’archevêque — tel que Maurus l’atteste dans ses écrits, soit environ six ans après la mort d’Isaac.

### Ascension vers le sommet de la hiérarchie administrative et politique
En Italie, une hiérarchisation impliquant chaque gouverneur de circonscription administrative s’est développée. Au tournant du VIIe siècle, seul l’exarque de Ravenne faisait figure d’autorité face aux gouverneurs de la Calabre grecque. Les provinces de Apulie et Calabre avaient pour seuls fonctionnaires des tribuns, « qui semblent avoir été placés sous l’autorité directe de l’exarque de Ravenne ». En Istrie, le magister militum, un dirigeant militaire et administratif, et le chef du gouvernement, était passé sous l’autorité de l’exarque de Ravenne. Graduellement, en Italie, le pouvoir des ducs s’est amenuisé. Il en fut de même pour celui du préfet, qui s’écarte graduellement du pouvoir pour faire place à l’exarque de Ravenne.
Attesté dans le Liber pontificalis, en 639, le chartulaire Maurice, le commandant en chef de l’exercitus romanus, était le « représentant officiel » de l’exarque Isaac au sein du Duché de Rome. Au rang d’« autorité suprême » de Rome, Maurice jouissait d’un pouvoir presque illimité : « ses pouvoirs comprennent l’administration civile aussi bien que le commandement militaire; en effet l’exercitus dont il est le chef ne se compose point seulement de la garnison byzantine : le mot désigne fort clairement la population byzantine entière ». Le pouvoir du chartulaire s’étendait alors à un très large territoire et à une population d’une taille considérable. Maurice était le « vassal » de l’exarque de Ravenne, mais à Rome son pouvoir lui assurait un statut sensiblement identique à celui d’un roi. Un tel atout politique placé sous son commandement conférait à Isaac un pouvoir d’une ampleur colossale sur l’Italie.
L’immense pouvoir dont jouissait l’exarque byzantin au sein de l’empire, résultant de ses fonctions civiles et militaires (un « double officium »), s’étendait à la gestion des travaux publics (ex. aqueducs, ponts ou routes), des finances et de la justice (édicter et faire appliquer les lois). Représentant l’autorité de l’empereur, le détenteur de ce titre pouvait sélectionner ou renvoyer l’ensemble des fonctionnaires (militaires, civils et également ecclésiastiques) dans son exarchat.

## Isaac et l'Église romaine
Le pape lui-même n’était pas à l’abri des décisions de l’exarque, puisqu’au même titre qu’un fonctionnaire, sa place à la tête de l’Église pouvait être confirmée ou infirmée par l’exarque : « non que ce ne fût jamais un droit, puisqu’il y avait eu des empereurs capables de les confirmer, c’est-à-dire chrétien; mais par une juste déférence envers celui qui représentait l’unité de l’empire (…) et pour affirmer l’union étroite de l’Église avec l’Empire ». Le contrôle de l’exarque sur le pape, l’homme placé à la tête de la hiérarchie ecclésiastique, est extrêmement révélateur du degré de domination exercée par l’exarque de Ravenne sur l’Église : bien que toujours sous l’autorité de l’empereur byzantin, l’exarque exerçait une domination totale et sans partage sur l’Italie byzantine.
Au VIIe siècle, l’Église romaine était farouchement opposée à « l’influence des idées grecques » qui mettait en péril l’union du pouvoir temporel et du pouvoir spirituel dans l’Italie byzantine. De plus, l’hellénisme s’était étendu à tous les exarques, même ceux qui n’étaient pas byzantins. Issus pour la plupart de familles byzantines fortunées et influentes, leur arrivée dans les différentes cités d’Italie a donné naissance à une « nouvelle aristocratie ». Dans l’Italie des VIe et VIIe siècles, cette nouvelle aristocratie grécophone et héritière de la culture grecque, uniquement fidèle à l’autorité de l’empereur, a alors pris place sur le territoire. Isaac – étant exarque de Ravenne, il était donc issu d’une longue lignée aristocratique hellénisée – voyait son autorité bafouée par des autorités ecclésiastiques réfractaires à l’adoption de son héritage. La création d’une Église d’État soumise au pouvoir séculier était devenue une priorité pour le pouvoir impérial byzantin. Selon l’historien français du XIXe siècle Paul Fabre, le déclin de l’exarchat de Ravenne fut accentué par le maintien de la puissance pontificale locale, qui a réussi à se soustraire à l’autorité impériale. L’opposition entre l’exarque de Ravenne et le pouvoir papal a donc perduré bien après la mort d’Isaac.
Dans ce cas, la création d’une Église d’État soumise au pouvoir séculier relevait de l’autorité de l’empereur : « les choix de l’exarque avaient toujours besoin d’une confirmation impériale ». Cependant, pendant la plus grande partie du VIIe siècle, le gouvernement impérial, même s’il en avait le pouvoir, ne s’occupait presque pas de la politique interne de l’Italie, laissant cette charge à l’exarque de Ravenne. Et ce n’est que vers la fin du VIIe siècle, lorsque les autorités centrales de Byzance constatèrent la démesure du pouvoir de l’exarque de Ravenne, qu’elles lui imposèrent « la confirmation impériale ».
En 640, une lettre fût envoyée par le pape Sévérin à l’exarque Isace/Isaac, dans laquelle il relatait « de quelle manière, lui-même avec l’armée, avait scellé le vestiaire épiscopal et comment ils auraient pu le piller sans difficulté ». Les moyens de pression employés par Sévérin pour sécuriser les biens de l’Église se révélèrent complètement inefficaces. Après avoir pris connaissance du détail de la lettre – écrite en guise de représailles – Isaac a fait preuve d’une réaction tout aussi expéditive : « Quand Isace eut appris cela avec plus de certitude, il arriva à Rome et exila tous les notables de l’Église, chacun dans une ville différente afin qu’il n’y eût aucune résistance dans le clergé ». Isaac exerçait une autorité qui s’étendait encore de Ravenne au centre de l’Italie (Rome) : ni le pape, ni l’Église n’avaient les ressources suffisantes pour s’opposer à sa volonté.
Bien qu’allié à Isaac par le passé, peu de temps après l’élévation de Théodore, sacré évêque de Jérusalem (642/643), Maurice désireux d’absoudre ses péchés envers « l’Église de Dieu » s’est retourné contre l’exarque de Ravenne. Malgré sa domination presque sans partage de la cité de Rome, Maurice démontrait par cette décision une fidélité insoupçonnée envers l’Église. Dès cet instant, le clergé de Rome disposait de l’appui d’un puissant allié face à Isaac, qui se désintéressait de ses revendications.
En dépit de la nouvelle menace, Isaac ne fut pas déstabilisé et s’est imposé avec force face à ses nouveaux opposants : « Apprenant que Maurice s’était acquis par serment l’armée d’Italie, le patrice envoya à Rome le maitre de la milice Donus et son sacellaire avec une armée. Quand ils furent arrivés, tous les magistrats et l’armée romaine qui s’étaient liés à Maurice par serment furent pris de peur, le quittèrent et se rangèrent aux côtés de Donus ». Cet échec total fut non seulement celui de Maurice, mais aussi celui de l’Église : le pouvoir papal était directement menacé. À Rome, Isaac avait désormais un contrôle sur les magistrats, donc potentiellement sur la magistrature, et sur l’armée. Rome ne disposait alors d’aucun moyen politique ou militaire pour entraver la volonté d’Isaac.
Isaac n’avait pas oublié la trahison de Maurice, et nul n’aurait été en mesure de le protéger. Désirant échapper à son courroux, Maurice pensait être à l’abri dans l’église Saint-Marie-de-la-Crèche. Ce fut une erreur qui lui coûta la vie :

« Ils l’en firent sortir et lui mirent un carcan autour du coup ainsi qu’à tous ceux qui avaient été avec lui. On les emmena dans les fers à Ravenne sous la conduite de l’officier Martin et du chartulaire Thomas. C’est ainsi qu’ils parvinrent à Ravenne en un lieu appelé Ficuclas, à 12 milles de la ville. Ils décapitèrent Maurice sur l’ordre d’Isace afin qu’il n’entrât pas vivant à Ravenne. Ils lui envoyèrent sa tête et il s’en réjouit. Il la fit placer sur un pieu dans le cirque de la ville, à titre d’exemple pour beaucoup. »

L’absence de toute considération pour le caractère sacré propre aux églises est démontrée par l’intrusion en son sein d’hommes en armes agissant pour le compte de la violence. Il est aussi intéressant de constater que cet exemple n’avait pas pour cible le peuple de Rome, mais plutôt celui de Ravenne. La glorieuse Rome – autrefois le centre du pouvoir romain – n’était plus : elle avait été supplantée par Ravenne.

## Constat historiographique
En somme, les sources ne fournissent que très peu d’information sur la vie d’Isaac. Ce n’est que par le recoupement d’informations qu’il est possible de retracer l’influence de ce personnage marquant de l’histoire byzantine. Ne serait-ce que pour la date, le lieu ou les circonstances de sa mort, l’historiographie demeure imprécise. Il en va de même pour la documentation concernant sa naissance, sa jeunesse, sa famille et ses influences, etc. Comme le présente cette analyse, les dernières années de sa vie sont les plus documentées.